# Шепелєв Микола Федорович
Шепелєв Микола Федорович (20.02.1924 — 12.03.1984) — радянський офіцер, учасник Радянсько-німецької війни, кулеметник 1-го стрілецького батальйону 231-го гвардійського стрілецького полку  75-ї гвардійської стрілецької дивізії 30-го стрілецького корпусу 60-ї Армії Центрального фронту, Герой Радянського Союзу (17.10.1943), гвардії червоноармієць, пізніше гвардії майор.

## Біографія
Народився 20 лютого 1924 року у с. Шерстянка (за іншими даними — Нижня Санарка) Троїцького району Челябінської області. Закінчив сім класів школи, потім курси машиністів на станкобудівному заводі в м. Троїцьк, Челябінська область. Працював помічником машиніста на електростанції станкобудівного заводу.
В грудні 1942 року призваний до Червоної Армії. На фронті з червня 1943 року — кулеметник 1-го стрілецького батальйону 231-го гвардійського стрілецького полку  75-ї гвардійської стрілецької дивізії.
Особливо відзначився при форсуванні ріки Дніпро північніше Києва восени 1943 року, у боях при захопленні та утриманні плацдарму на правому березі Дніпра в районі сіл Глібівка та Ясногородка (Вишгородський район Київської області). Командир 231-го гвардійського стрілецького полку гвардії підполковник Маковецький Ф. Є. в наградному листі написав, що під час форсування Дніпра Шепелєв, зробивши невеликий плот, встановив на нього свій кулемет, і штовхаючи його поперед себе, вплав переправився на західний берег. Він був першим кулеметником на плацдармі, постійно змінював своє розташування, не тільки залишаючись неушкодженим, але й створюючи враження наявності на березі багатьох кулеметів. Відбиваючи атаки ворога, знищив понад 40 гітлерівців, успішно виконавши завдання по прикриттю переправи. В бою на плацдармі 4.10.43 року відбив три атаки противника. Коли вибухом міни кулемет був підбитий, Шепелєв, хоча й був поранений, не залишив поля бою, взяв автомат загиблого товариша і продовжував битися. Під час контратаки увірвався в бойові порядки супротивника, захопив кулемет і відкрив круговий вогонь. В цьому бою знищив понад 25 гітлерівців і сприяв обороні плацдарму.
Указом Президії Верховної Ради СРСР від 17 жовтня 1943 року за мужність і героїзм проявлені при форсуванні Дніпра і утриманні плацдарму гвардії червоноармійцю Шепелєву Миколі Федоровичу присвоєне звання Героя Радянського Союзу з врученням ордена Леніна і медалі «Золота Зірка».
Брав участь у звільненні України і Білорусі. В травні 1944 року був направлений на навчання в Челябінське танкове училище і через рік закінчив його. Після війни продовжував службу в армії, пройшовши шлях до начальника штабу танкового батальйону. З 1968 року майор Шепелєв М. Ф. в запасі. Жив у м. Калуга, працював інженером на заводі «Калуга-прилад».
Помер 12 березня 1984 року у м. Калуга, де і був похований.

## Нагороди
- Медаль «Золота Зірка» № 2826 Героя Радянського Союзу (17 жовтня 1943)
- Орден Леніна
- Орден Слави 3 ступені
- Медалі